# خاکعلی
خاکعلی یکی از شهرهای استان قزوین ایران است. این شهر در بخش بشاریات شهرستان آبیک قرار دارد. جمعیت خاکعلی طبق سرشماری سال ۱۳۸۵، برابر با ۳٬۱۴۸ نفر بوده است.